# Pont sur la Dronne de Bourdeilles
Le pont sur la Dronne de Bourdeilles est un pont médiéval sur la Dronne situé dans la commune de Bourdeilles, dans le département de la Dordogne.
Il fait l'objet d'une protection au titre des monuments historiques.

## Localisation
Le pont est situé au centre du village, au pied du château de Bourdeilles et juste en aval du moulin.

## Historique
Le pont a été bâti au troisième quart du XVIe siècle mais la crue du 25 janvier 1735 a nécessité sa reconstruction.
Il est inscrit au titre des monuments historiques depuis le 2 juillet 1987.

## Architecture
L'ouvrage comporte huit arches en berceau ou en arc très légèrement brisé de largeurs inégales (5.50 m - 6.15 m - 6.40 m - 8.25 m - 6.35 m - 4.90 m - 4.85 m - 4.83 m); la largeur du tablier est de 3,95 m.
Coté amont, les piles sont équipées de grands avant-becs triangulaires qui forment des refuges. La tête de pont coté sud est insérée entre des maisons très anciennes.

## Galerie

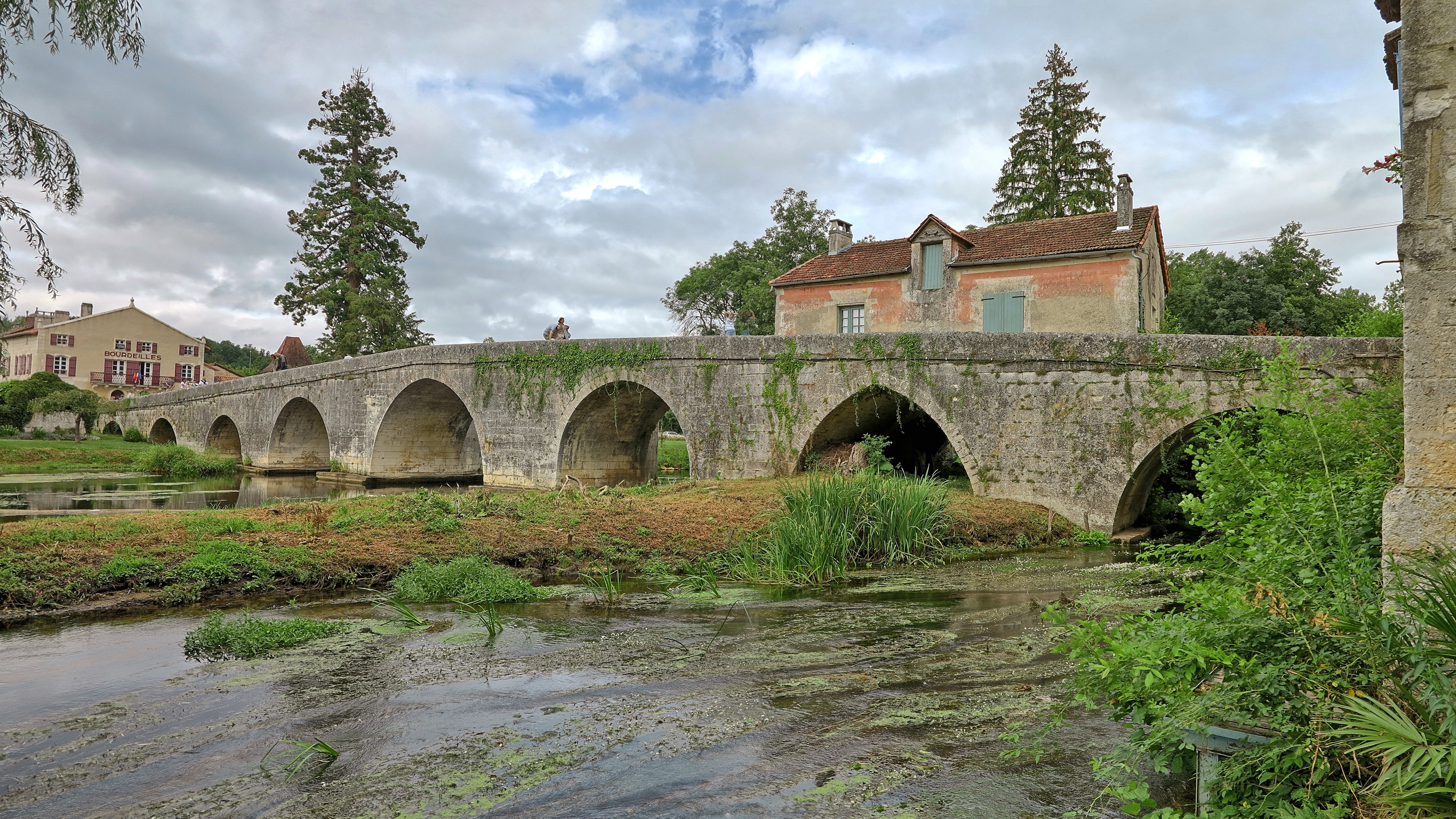
Le pont coté aval.
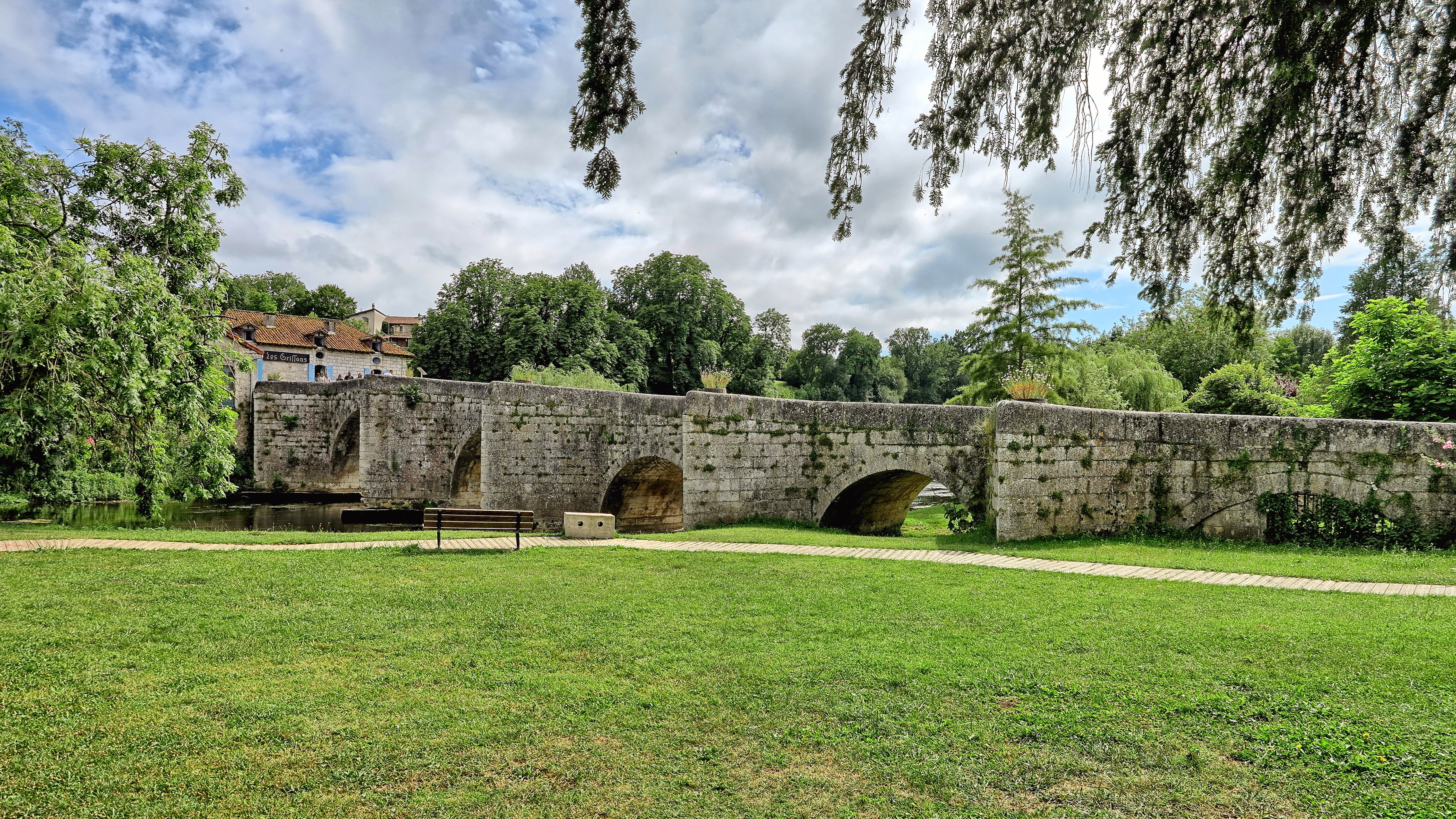
Le pont coté amont.
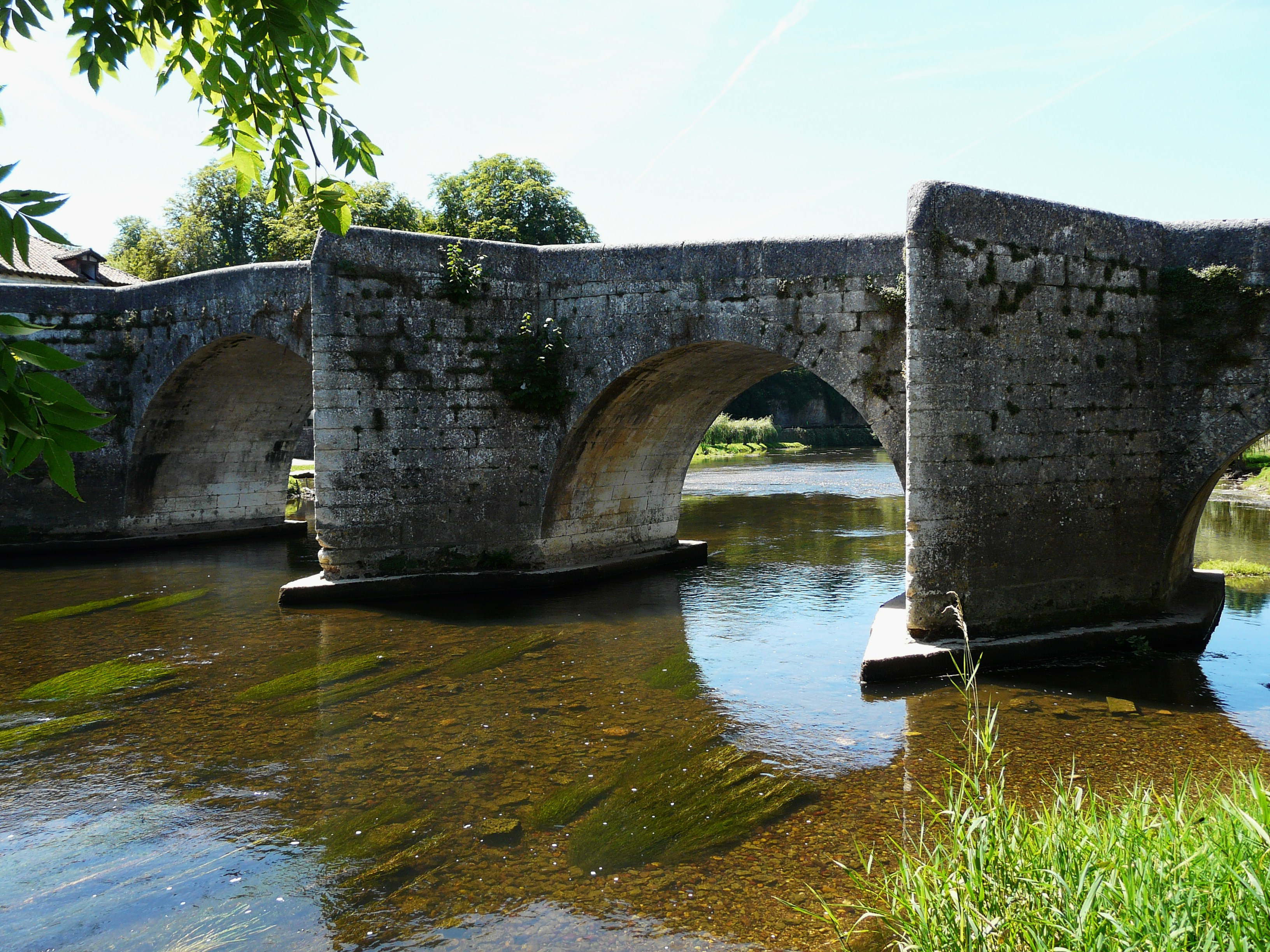
Gros plan sur les avant-becs.